# 港九街坊婦女會孫方中書院
港九街坊婦女會孫方中書院 （英語：Hong Kong and Kowloon Kaifong Women's Association Sun Fong Chung College，簡稱「孫書」或SFCC），於2002年創立，為全港首批以普通話教授中文科的中學之一。

## 歷史
該校於2001年由港九街坊婦女會向政府申辦，並於翌年9月起正式開辦，以辦學團體的創辦人孫方中冠名。至2003年11月21日，此校舉行開幕典禮，由時任民政事務局副局長王榮珍主禮。
自申辦開始，此校獲申報與同一辦學團體的孫方中小學結成「一條龍學校」，但一直到2013/14學年才生效。該校學生可繞過中央派位程序，直接升讀此校。

## 校舍
此校校舍位於鹿茵山莊商場以北，毗鄰保良局田家炳千禧小學和香港日本人學校大埔校，由五洋建設承建。校舍坐落於山上，為一所後期設計的千禧校舍，佔地面積為5,690平方米，設有30間課室及各種特別室，並與田家炳千禧小學共用道路、一個球場及機房等公用設施。
值得一提的是，此校亦是踏入21世紀後，全港首批動工的標準校舍之一。

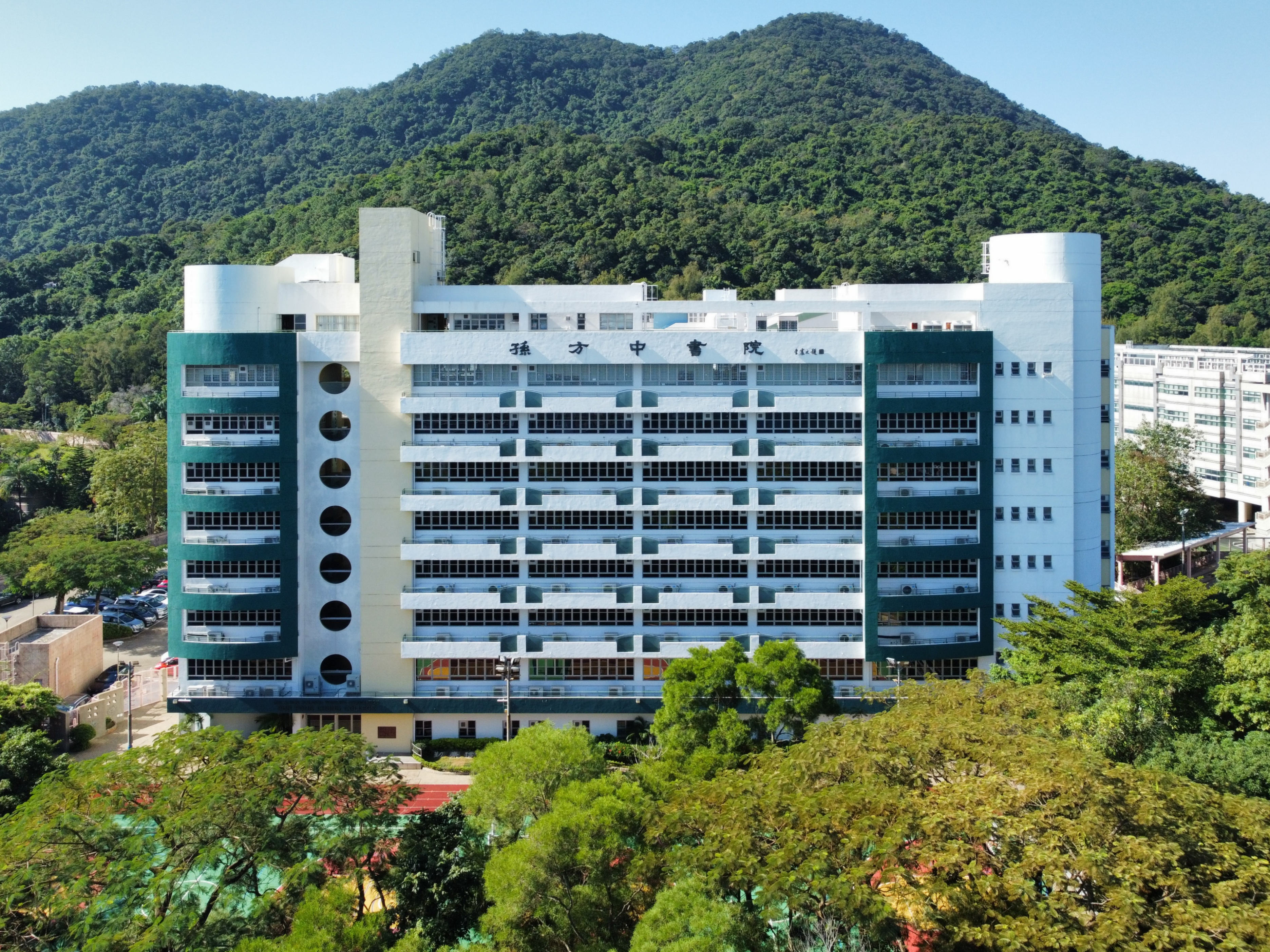
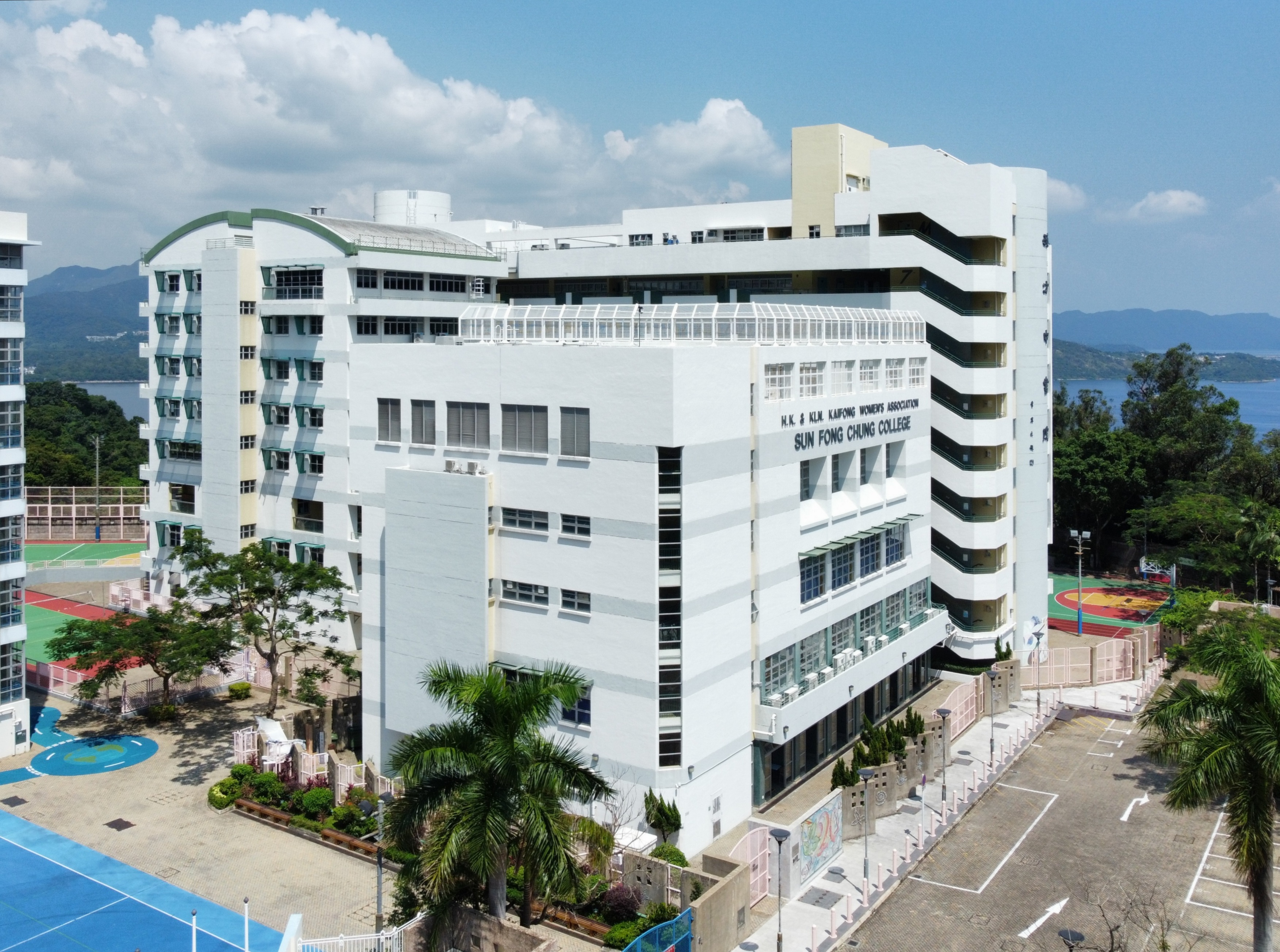
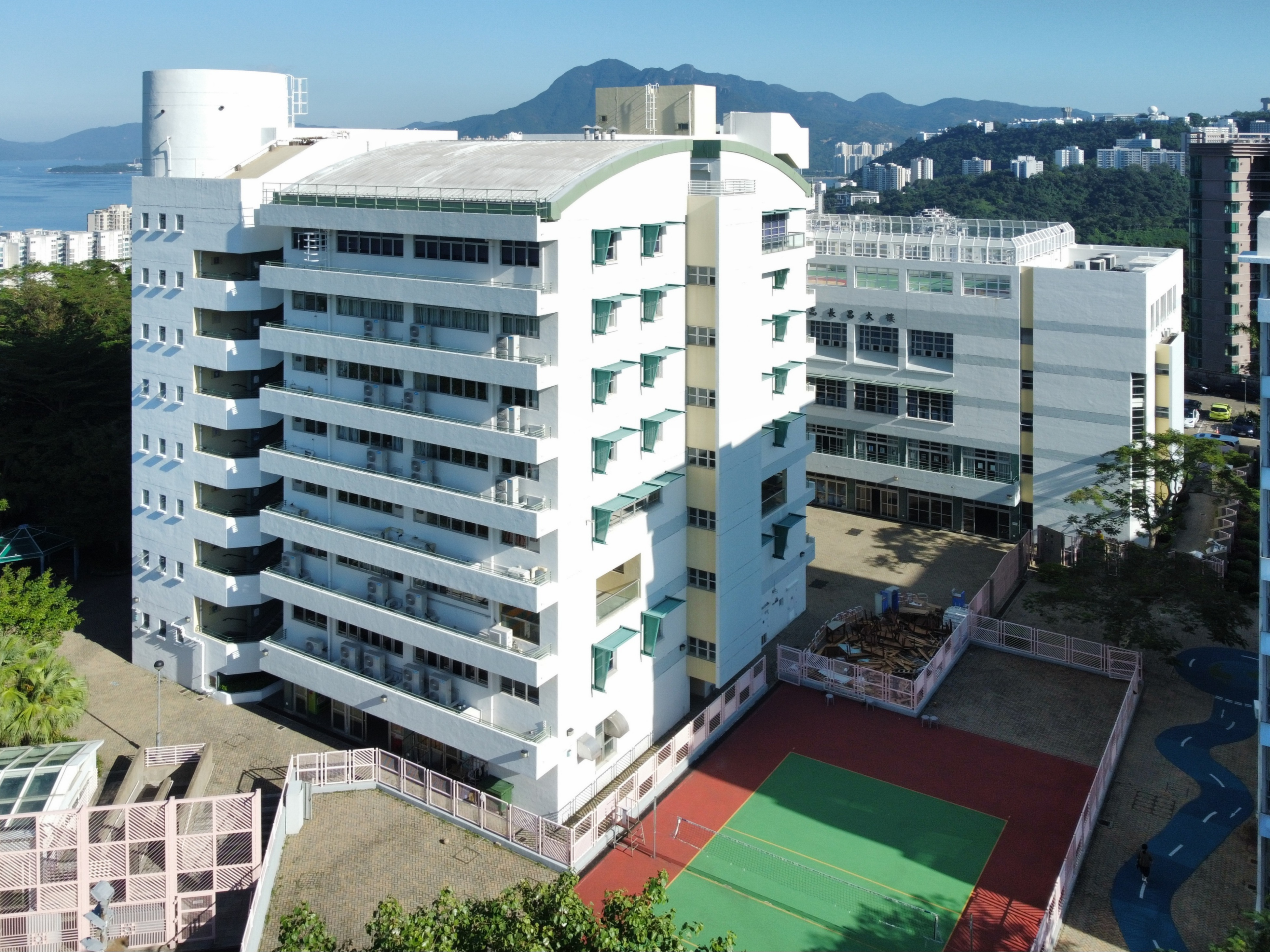

## 社制
- 勤社（代表色：紅色）
- 廉社（代表色：黃色）
- 信社（代表色：藍色）
- 慎社（代表色：綠色）

## 歷任校長
- 吳少祺先生（2002年-2023年）
- 胡鳳琼女士（2023年至今）

## 學生及校友成就
何柱霆在「世界跳繩錦標賽2016」的「男子組4×45秒交互繩速度接力競賽」以671.5次（即總共跳了超過1,300 多下）， 打破世界紀錄；同時在個人總成績衛冕冠軍。

## 爭議

### 校方沒收「香港加油」毛巾兼報警事件
根據獨立媒體報道，2022年10月27日，一名孫方中書院負責長跑隊的離職教師向其成立的跑步會會員派發印有跑步會英文簡稱及「香港加油」字樣的黑色毛巾。校方知悉事件後召見該校長跑隊隊員和有份派發毛巾的學生，稱已報警處理，並向這批學生發出通告，指該教師在未獲校方允許下派發印有該校英文校名簡稱的相關毛巾，並建議學生在比賽中使用，有可能引發法律風險，建議學生不要使用和公開展出。
該離職教師及後向獨立媒體表示，事後曾聯絡校長解釋，並附上與長跑隊學生的對話訊息否認自己呼籲學生在比賽時使用毛巾，但不獲校長回應。至於校方指他在未獲授權下在毛巾上使用該校英文簡稱一事，他表示由於跑步會的英文簡稱與學校雷同，加上學校並沒對學校英文簡寫申請專利或註冊商標，而網頁搜索結果亦不會直接顯示學校資料，故該簡稱亦可以指跑步會。他亦斥責校方報警是要陷學生於不義，在校內製造「白色恐怖」。

## 外部連結
- 港九街坊婦女會孫方中書院
- 2017年十八區STEM學校巡禮 （页面存档备份，存于）